# Knud W. Jensen
Knud John Peter Wadum Jensen (7 décembre 1916 - 12 décembre 2000) est le fondateur du musée d'art moderne Louisiana au Danemark. 

## Biographie
De 1936 à 1938, Knud W. Jensen a étudié les langues et le commerce en Allemagne, en Suisse, en France et en Grande-Bretagne avant de rejoindre l’entreprise paternelle, Ost en gros, en 1939.